# Göran Dahl (sociolog)
Nils Gustav Göran Dahl, född 9 oktober 1953, död 19 april 2025, var en svensk sociolog och professor emeritus i sociologi. 
Dahls forskningsintressen var politiska idéer, regimer och rörelser. Han disputerade 1986 med Begär och kritik och har sedan dess forskat om bland annat självmord och oklara dödsfall, migrationspolitik, kulturkritik och radikalkonservatism. 2006 utkom han med boken Radikalare än Hitler?: de esoteriska och gröna nazisterna: inspirationskällor, pionjärer, förvaltare, ättlingar. Andra forskningsområden är europeisk historia, terrorism och globala studier. 1999 utkom Radical Conservatism and the Future of Politics och 2015 (tillsammans med Daniel Görtz) Jordens kall: Ekologismens ljusa och mörka historia.
Dahl var anställd vid Lunds universitet från 1986 till 2010.